# Aratius
Aratius (altgriechisch 'Αράτιος; † 552) war ein armenischer Militärbefehlshaber des 6. Jahrhunderts. Zuerst diente er den persischen Sassaniden, später desertierte er zum Oströmischen Reich. Er ist vor allem für seine Taten während des Iberischen Kriegs sowie der Gotenkriege in Italien bekannt. Er fand seinen Tod in einem Hinterhalt. Chorikios von Gaza und Prokopios von Caesarea sind die Hauptquellen, die von seinen Taten berichten.

## Leben
Aratius wurde in Persarmenien geboren. Er hatte zwei Brüder namens Isaacius (Isaak) und Narses (nicht zu verwechseln mit dem berühmten General Narses). Chorikios von Gaza beschreibt Aratius als von hoher Geburt, weiß aber nichts über sein Adelsgeschlecht zu berichten. Heutige Historiker äußern die Vermutung, dass er dem Kamsarakan-Geschlecht angehört haben könne, aus dem auch der Feldherr Narses stammte.

### Iberischer Krieg
Aratius und Narses werden zuerst im Jahr 527 erwähnt, als sie für die Sassaniden im Iberischen Krieg kämpften (526–532). Den beiden Brüdern gelang dabei ein Sieg über die oströmischen Heermeister Belisar und Sittas. Die Schlacht wird in kurzen Zügen von Prokopios geschildert. „Und die Römer, unter der Führung von Sittas und Belisarius, unternahmen einen Vorstoß nach Persarmenien, ein Gebiet, das den Persern untertan ist, plünderten große Landstriche und zogen sich dann mit einer Vielzahl armenischer Gefangener zurück. Diese beiden jungen Männer, denen gerade der erste Bart spross, waren Leibwächter Justinians, der sich später das Reich mit seinem Onkel Justinus teilte. Aber als die Römer einen zweiten Vorstoß nach Armenien unternahmen, stellten Narses und Aratius sie unerwartet und zwangen sie in eine Schlacht. Wenig später kamen diese beiden Männer als Deserteure zu den Römern und nahmen an Belisars Feldzug in Italien teil; aber in der jetzigen Episode zogen sie gegen Sittas und Belisarius in die Schlacht und errangen einen Vorteil über diese.“
Im Sommer 530 desertierten Aratius und sein Bruder zur oströmischen Armee. Mit sich brachten sie ihre Mutter. Von den Oströmern wurden sie willkommen geheißen und von Narses, einem persarmenischen Landsmann, herzlich aufgenommen. Narses war zu diesem Zeitpunkt noch kein General, sondern Sacellarius. Bald folgte auch Isaak seinen Brüdern. Prokop berichtet: „Narses und Aratius, die sich, wie ich oben berichtete, in Persarmenien eine Schlacht mit Sittas und Belisarius geliefert hatten, kamen zusammen mit ihrer Mutter als Deserteure zu den Römern; und der kaiserliche Verwalter Narses empfing sie (denn er selbst war ein Persarmenier von Geburt) und überreichte ihnen eine große Menge Geldes. Als das Isaak erfuhr, ihr jüngerer Bruder, trat er heimlich in Verhandlungen mit den Römern und lieferte diesen die Festung von Bolum aus, die sich in der Nähe von Theodosiopolis befindet. Er wies nämlich die Römer an, sich irgendwo in der Nähe der Festung zu verstecken und öffnete bei Nacht eine Geheimtür. So lief er auch zu Byzanz über.“

### Palästina
Aratius erscheint das nächste Mal 535/536 als dux Palaestinae in den Quellen. Chorikios verfasste einen Panegyrikus für Aratius und den Archon Stephanus. Stephanus war der Gouverneur von Palästina. Am 1. Juli 536 wurde Stephanus zum Prokonsul/Anthypatos von Palaestina Prima (Erstes Palästina) befördert. Der Panegyrikus wurde kurz vor der Beförderung verfasst und enthält eine Schilderung der Taten des Aratius in den Jahren 530–536.
In der Lobrede wird zuerst die Niederschlagung eines religiös motivierten Aufstandes in der Nähe von Caesarea durch Aratius erwähnt. Dies gelang ihm dem Panegyrikus zufolge ohne den Einsatz von Gewalt. Dann wird er als Strategos bezeichnet, dem die Eroberung einer feindlichen Festung gelang, die als uneinnehmbar gegolten hatte. Um wen es sich bei den feindlichen „Barbaren“ handelte bleibt unklar; es könnten verfeindete Araber gewesen sein. Drittens wird geschildert, wie er als Führer einer Gruppe von 20 Mann einen Pass befreite, der von arabischen Angreifern gesperrt worden war. Abermals soll ihm das ohne den Einsatz von Gewalt gelungen sein. Weiterhin wird berichtet, dass er Iotabe (die Tiran-Insel) zurück unter oströmische Kontrolle gebracht habe. Aratius gelang es nämlich, den Stützpunkt des Stammes, der sich der Insel bemächtigt hatte, zu lokalisieren und zu erobern. Er wird besonders wegen des zusätzlichen Steueraufkommens gepriesen, das sich durch den wiedereingeführten Zoll auf der Insel ergab.
Chorikios’ vorteilhafte Schilderung stellt Aratius als fähigen Mann dar, gerecht in der Rechtsprechung und ehrlich in finanziellen Angelegenheiten.

### Gotischer Krieg
Prokopios erwähnt Aratius das nächste Mal im Jahr 538. Er war in den Gotenkrieg nach Italien entsandt worden, wo er mit Nachschub für Belisar eintraf. Der Rang, den er zu diesem Zeitpunkt bekleidete, ist nicht überliefert. Er könnte magister militum oder comes rei militaris gewesen sein. Wahrscheinlich traf er im Sommer 538 in Italien ein. Ihm wurde von Belisar befohlen, in der Nähe von Auximum mit 1000 Mann zu lagern. Das Dorf war ein Stützpunkt der Ostgoten und Aratius hatte die Aufgabe, die Aktivitäten des Feindes zu überwachen.
Aratius verbrachte den Winter 538–539 in Firmum, von wo aus er seine Wacht über das nahe Auximum fortführte. 539 nahm er an der Belagerung von Auximum teil. Er und sein Bruder Narses führten eine armenische Hilfstruppe während der Belagerung. Im Jahr 540 fielen er, Narses, Bessas, und Johannes bei Belisar in Ungnade und wurden aus Ravenna fortgeschickt. Belisar und der Feldherr Narses rivalisierten zu dieser Zeit um die Führung im Gotenkrieg. Belisar, der Ravenna zu seinem Sitz erkor, verdächtigte sie, seinem Rivalen zu dienen. Belisarius wurde bald aus Italien zurückgerufen. Aratius kämpfte aller Wahrscheinlichkeit nach weiter im Gotenkrieg, aber seine Taten sind in der nächsten Dekade nur wenig dokumentiert.

### Späte Jahre
Die nächste bekannte Aufgabe des Aratius war es, 549 zusammen mit Bouzes, Constantianus und Johannes eine Streitmacht von 10.000 Kavalleristen zu befehligen, die die Langobarden in deren Kampf gegen die Gepiden unterstützen sollte. Der Feldzug war von kurzer Dauer, weil von beiden Seiten ein Friedensvertrag geschlossen wurde, der die Präsenz oströmischer Truppen überflüssig machte.
Im Jahr 551 war Aratius einer der Kommandeure, die gegen die Slawen ausgeschickt wurden, die den Balkan verwüsteten. Die oströmischen Truppen erlitten eine schwere Niederlage in der Nähe von Adrianopel, konnten sich aber sammeln und ihrerseits einen Sieg erringen. Daraufhin verließen die Slawen das Gebiet. Später in diesem Jahr wird Aratius abermals erwähnt. Die Kutriguren hatten oströmisches Gebiet überfallen. Justinian I. entsandte Aratius, um über den Rückzug der Kutriguren zu verhandeln. Die oströmische Gesandtschaft brachte in Erfahrung, dass das Heimatland der Kutriguren seinerseits von den Utiguren überfallen worden war.
Im Jahr 552 wurden Aratius, Amalafrid, Justinus (Konsul im Jahr 540), Justinianus und Suartuas erneut zu den Langobarden entsandt, um ihnen gegen die Gepiden beizustehen. Amalafridas führte die Mission fort, nachdem die anderen Genannten früh von Justinian zurückbefohlen wurden: In Ulpiana waren religiöse Unruhen ausgebrochen und man benötigte Truppen zur Wiederherstellung der öffentlichen Ordnung.
Der Gotenkrieg zog sich unterdessen hin. Im Jahr 552 drangen die Ostgoten Ildigisal und Goar in die Praetorianerpräfektur von Illyricum ein. Aratius, Arimuth, Leonianus und Rhecithangus wurden beauftragt, sie aufzuhalten. Nach Prokopios wurden alle vier Befehlshaber in einem Hinterhalt getötet, während sie an einem Bach tranken.